# Ukk
Ukk je vesnice v Maďarsku v župě Veszprém v okrese Sümeg. Obec má rozlohu 1 387 hektarů a žije zde 325 obyvatel (stav k roku 2015).

## Významné osobnosti
- Viktor Rákosi (1860–1923), spisovatel